# TAJMAC-ZPS
TAJMAC-ZPS, a. s. je česká akciová společnost zabývající se výrobou obráběcích strojů.
Společnost byla původně založena Tomášem Baťou, vznikem první strojírenské dílny. Od roku 1936 jsou zde vyráběny obráběcí stroje. V roce 1950 vznikl samostatný podnik Závody přesného strojírenství Gottwaldov (ZPS) vyčleněním ze Svitu Gottwaldov, po znárodnění firmy Baťa. V červnu 2000 převzal firmu nový majitel, italská společnost TAJMAC-MTM S.p.A.